# Système éducatif en Jordanie

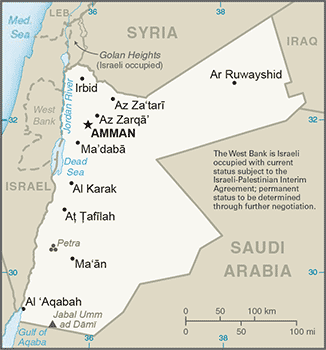
Carte de la Jordanie.

 (décembre 2019).
Si vous disposez d'ouvrages ou d'articles de référence ou si vous connaissez des sites web de qualité traitant du thème abordé ici, merci de compléter l'article en donnant les références utiles à sa vérifiabilité et en les liant à la section « Notes et références ».
L'éducation en Jordanie joue un rôle central dans la vie et la culture de la société jordanienne. 
L'efficacité du système éducatif a contribué largement à positionner la Jordanie parmi les états développés. Les dépenses d'éducation en Jordanie ont représenté environ 13,5 % du PIB pour l'année 2003,.
La Jordanie ayant le plus grand taux de chercheurs dans le domaine de la recherche et du développement par million d'habitants parmi les 57 pays membres de l'Organisation de la coopération islamique (OCI), elle a l'un des taux les plus élevés du monde avec 8 060 chercheurs par million d'habitants, alors que la moyenne mondiale est de 2 532 et la moyenne en Union européenne s'élève à 6 494, tandis que la moyenne dans les pays membres de l'OCI est de 649 chercheurs. Le taux d'alphabétisation des femmes âgée (65 ans et plus) est parmi les taux les plus élevés du Moyen-Orient et d'Afrique du Nord et se classe en 10e rang mondialement. D'une façon générale le taux d'alphabétisation global chez les Jordaniennes adultes (15 ans et plus) est de l'ordre de 97.4 % en 2012.
En 2003, la part du budget allouée à l'éducation représente 6,4 % des dépenses publiques totales[réf. nécessaire].

## Réforme de l'éducation

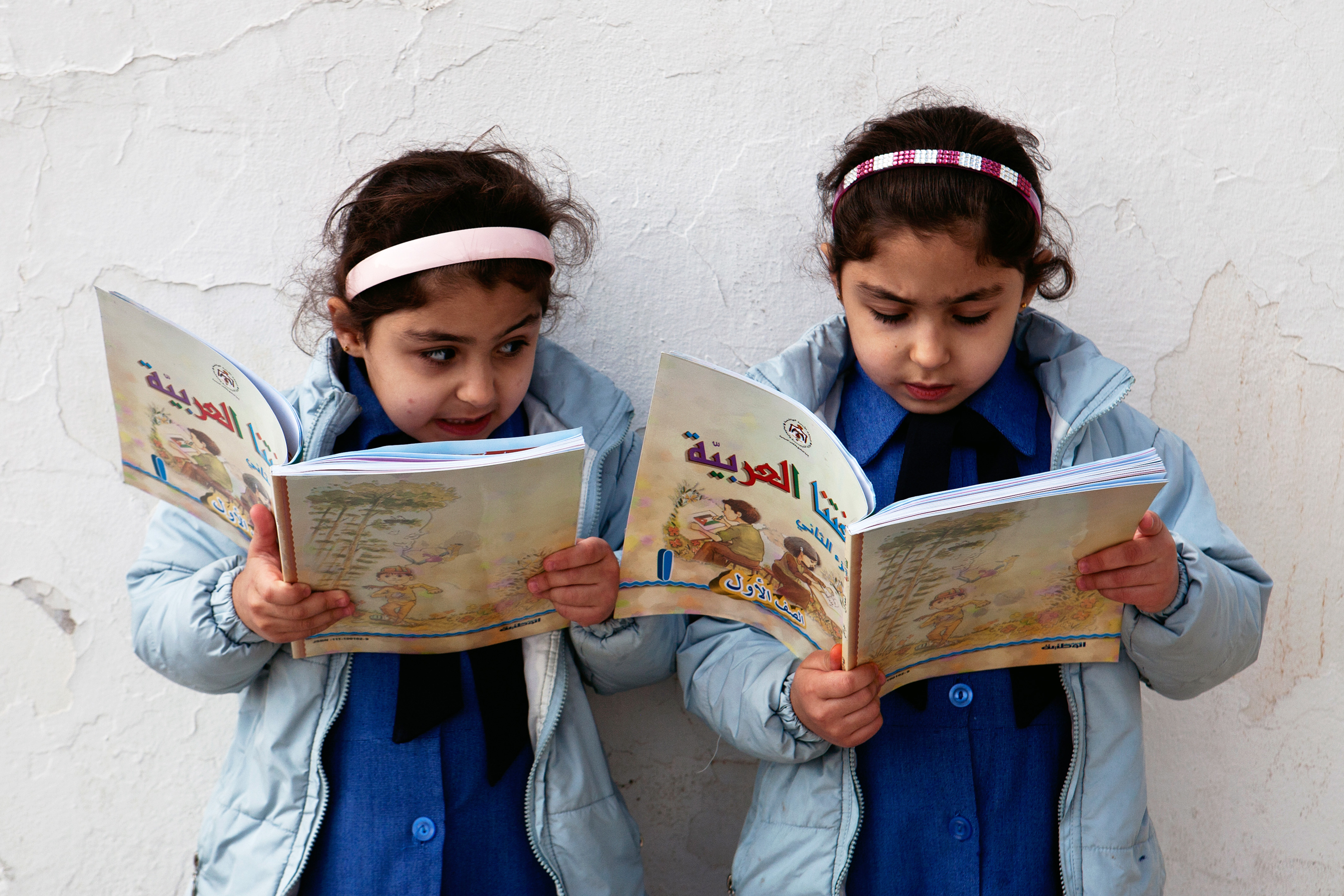
Étudiants jordaniens

Les récentes réformes dans le secteur de l'éducation ont commencé au début des années 1990. Le rythme de ces réformes s'est accéléré avec l'arrivée du Roi Abdallah II de Jordanie au début de 2001 avec la vision de transformer la Jordanie en un centre technologique régional et un acteur actif de l'économie mondiale. La vision et la mission de l'éducation nationale, qui a été élaborée et adoptée à la fin de 2002, définit l'orientation requise pour l'enseignement général dans le pays. Jordan Vision 2020 et 2002 Vision Forum for the Future of Education sont les deux principaux documents consultatifs qui ont contribué à façonner la vision nationale et à identifier les orientations des initiatives de réforme de l'éducation. Ces deux documents s'étendent de la maternelle à l'apprentissage tout au long de la vie et le Conseil consultatif économique a approuvé la stratégie globale proposée par le forum en octobre 2002. La stratégie nationale de développement et les résultats du Vision Forum ont été inclus dans des plans de développement spécifiques, à savoir le plan de transformation économique et sociale et le plan d'éducation 2003-2008. 
En juillet 2003, le gouvernement jordanien a lancé un ambitieux programme décennal multidonateurs de réforme de l'éducation dans toute la région du Moyen-Orient et de l'Afrique du Nord, à laquelle la Banque mondiale a affecté 120 millions de dollars. Le programme vise à réorienter les politiques et les programmes éducatifs en fonction des besoins d'une économie fondée sur le savoir et à promouvoir l'éducation de la petite enfance en juin 2009. 
L'Initiative pour l'éducation en Jordanie a récemment[Quand ?] reçu le Prix UNESCO pour l'utilisation des technologies de l'information et des communications dans l'éducation[réf. nécessaire]. Ce projet éducatif pionnier dans les écoles jordaniennes est basé sur le fait de bénéficier du pouvoir de l'information et de la technologie grâce à des méthodes d'enseignement éprouvées pour changer l'environnement d'apprentissage dans les écoles

## Enseignement scolaire
La structure du système éducatif en Jordanie se compose de deux ans d'enseignement préscolaire, de dix ans d'enseignement de base obligatoire et de deux ans d'enseignement secondaire académique ou professionnel, après quoi les étudiants demandent un certificat général pour l'examen de diplôme d'études secondaires.

### Éducation de base
L'éducation de base est une étape d'enseignement obligatoire de dix ans. L'éducation en Jordanie est gratuite dans les niveaux élémentaire et secondaire et est devenue obligatoire pour tous jusqu'à l'âge de seize ans. Plus de la moitié de la population jordanienne a moins de trente ans. En 2007/2008, le taux brut de scolarisation dans l'enseignement de base était de 100 %, ce qui est supérieur à la moyenne régionale de 93 %. La Jordanie dispose d'un niveau complet d'égalité des chances pour les deux sexes dans l'accès aux services de base, et le taux de parité entre les sexes pour le taux brut de scolarisation à différents niveaux d'enseignement est de 100 %. La Jordanie fait également partie des rares pays arabes où les variations de fréquentation des écoles de base entre les zones urbaines et rurales sont très limitées. Cela est principalement dû au fait que le financement public de l'éducation de base considère les pauvres plus que tout autre stade éducatif.
Les écoles en Jordanie sont publiques ou privées. Le secteur de l'enseignement privé dessert plus de 31,14 % des étudiants de la capitale, Amman[réf. nécessaire]. Ce secteur continue de supporter des taxes exorbitantes de 25 % ++, bien qu'il pèse lourdement sur le gouvernement du Royaume, ce qui rend les frais de scolarité relativement élevés, à partir de 1 000 $ et atteignant 7 000 $, et la valeur des frais d'enseignement privé est très élevée par rapport au revenu moyen des ménages.

### Enseignement secondaire

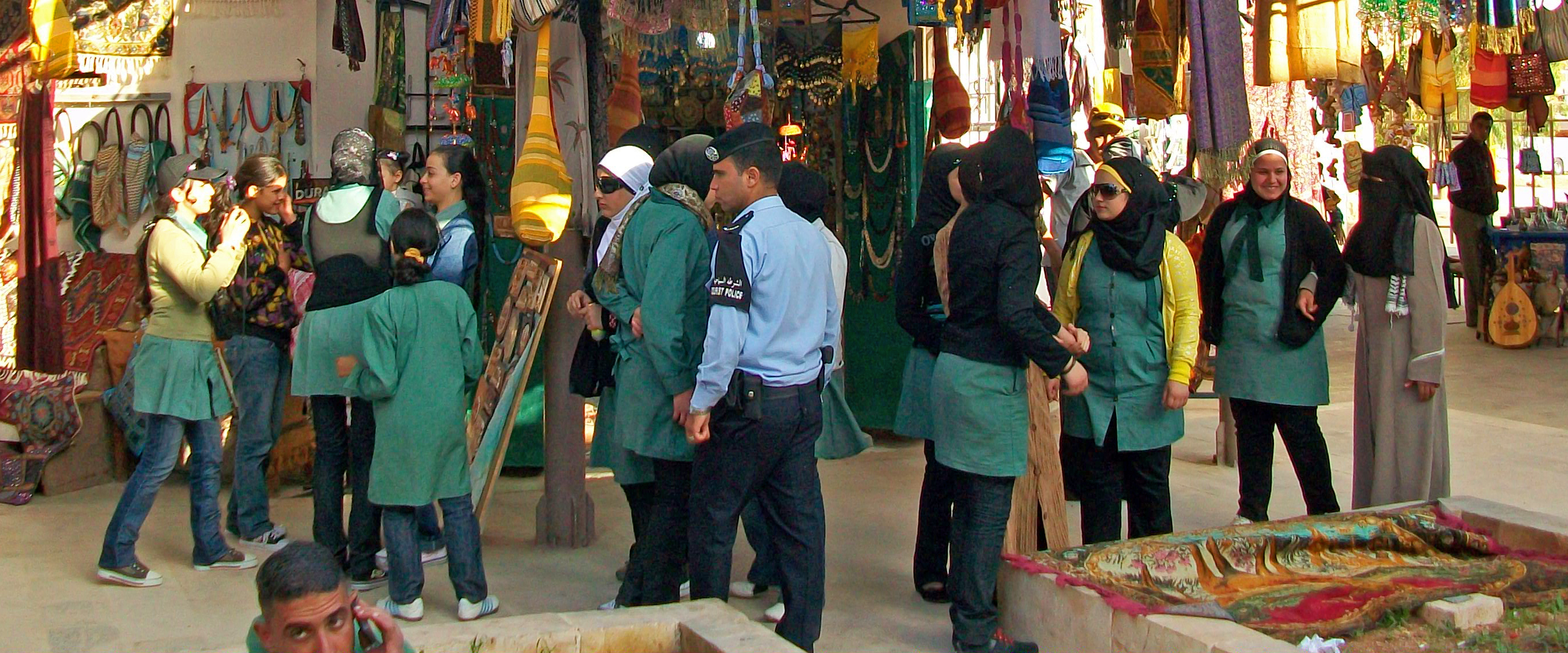
Des lycéens en voyage à Jerash.

Les étudiants à ce stade doivent obtenir sept matières : arabe et anglais, mathématiques, études sociales, informatique, sciences de la terre, chimie et biologie et physique. Les études islamiques sont également obligatoires pour tous les étudiants sauf les chrétiens. Le niveau de l'enseignement secondaire se compose de deux années académiques pour les étudiants âgés de 16 à 18 ans. Le cycle de base (dix ans) et comprend deux filières principales :
1. Enseignement secondaire, qui peut être académique ou professionnel. À la fin de la période de deux ans, les élèves passent l'examen du lycée dans la branche appropriée et celui qui réussit l'examen obtient un certificat (lycée). La filière académique qualifie les étudiants pour s'inscrire dans les universités, tandis que le parcours professionnel ou technique pour les collèges communautaires moyens ou pour les inscriptions universitaires ou le marché du travail les qualifie, à condition qu'ils réussissent un examen dans deux matières supplémentaires.
2. L'enseignement secondaire professionnel qui offre une formation professionnelle approfondie et des apprentissages, et conduit à l'attribution d'un certificat.

En 2013, le taux de transition du primaire au secondaire était de 98,8 %. Le taux de scolarisation dans l'enseignement secondaire professionnel en proportion du taux brut de scolarisation dans l'enseignement secondaire est passé de 18 % en 2000 à 12 % en 2005[réf. nécessaire].
Les étudiants jordaniens ont constaté une amélioration des évaluations internationales en mathématiques et en sciences, et l'arrangement international et régional pour la Jordanie a progressé à un rythme soutenu au cours de la période de 2003 à 2007, une réussite que la plupart des autres participants du monde entier n'ont pas pu égaler. La Jordanie cherche à fournir un environnement éducatif avancé qui encourage l'éducation lors de la mise en place d'établissements scolaires distingués d'un point de vue environnemental. Et travailler à utiliser l'informatique et les technologies de l'information en classe pour améliorer l'expérience éducative des élèves, où au moins 70 % des élèves des niveaux de base et secondaire utilisent désormais des portails éducatifs sur Internet ; 84 % des écoles contactent via Jordan Telecom et via le réseau national Haut débit.
L'enseignement universitaire n'étant pas gratuit, les taux de transition vers l'enseignement supérieur sont étroitement liés au revenu familial, et le nombre d'étudiants de premier cycle appartenant à des familles moyennes et riches augmente trois fois plus par rapport aux étudiants issus de familles à faible revenu.

## Enseignement supérieur
Un peu plus de 2,5 % de la population totale de la Jordanie est inscrite dans des universités, proportion similaire au Royaume-Uni. L'inscription dans l'enseignement supérieur est disponible pour les titulaires d'un diplôme d'études secondaires, qui peuvent ensuite choisir entre les collèges communautaires, privés ou publics, ou les universités (publiques ou privées). Les universités appliquent le système d'heures, qui permet aux étudiants de choisir des cours selon un plan d'études.
Le système d'enseignement supérieur du pays a connu une évolution majeure. Entre 2000/2001 et 2006/2007, la Jordanie a connu une augmentation de la demande d'enseignement supérieur, les taux d'inscription augmentant à un taux annuel de 14 %, passant de 77 841 à 218 900 étudiants. Le taux brut de scolarisation dans l'enseignement supérieur est d'environ 40 %, ce qui dépasse la moyenne régionale. Trois nouvelles universités publiques ont été créées récemment[évasif], ce qui porte à dix le nombre total d'universités publiques en Jordanie.
Les universités privées ont également connu une augmentation rapide des taux d'inscription. De 2000 à 2006, le taux d'inscription dans 12 universités privées a connu une croissance d'environ 18 % par an, passant de 36 642 à 55 744. Cependant, le taux d'inscription dans les collèges communautaires moyens est passé de 30 000 à 26 215. Cette baisse reflète un biais pour l'enseignement universitaire composé de quatre années, mais aussi le fait que la qualité et le niveau de formation dispensés dans ces collèges ne sont pas compatibles avec les exigences du marché du travail dans une économie du savoir. À mesure que le nombre d'étudiants candidats à l'enseignement supérieur augmente, le gouvernement doit allouer davantage de ressources au développement du système d'enseignement supérieur actuel, ainsi qu'à l'amélioration de l'accès d'un nombre croissant de la population à des universités réputées. Les universités privées doivent également modifier certaines de leurs politiques d'inscription. Les restrictions imposées au nombre d'inscriptions limitées des universités privées à absorber le nombre croissant d'étudiants de l'enseignement supérieur. 

## Les défis
Malgré le développement du système éducatif jordanien, il doit encore résoudre certains problèmes existants dans ce secteur. Avec la croissance importante de la population de jeunes, le gouvernement jordanien cherche à assurer la qualité de l'éducation et le niveau de compétences fournies, ce qui peut aider la nouvelle génération à être compétitive aux niveaux national et international. Il existe actuellement[Quand ?] plusieurs problèmes, dont le plus important est l'augmentation de la population due à l'afflux de réfugiés, qui exerce une pression sur les écoles et les universités. 

## Universités de Jordanie

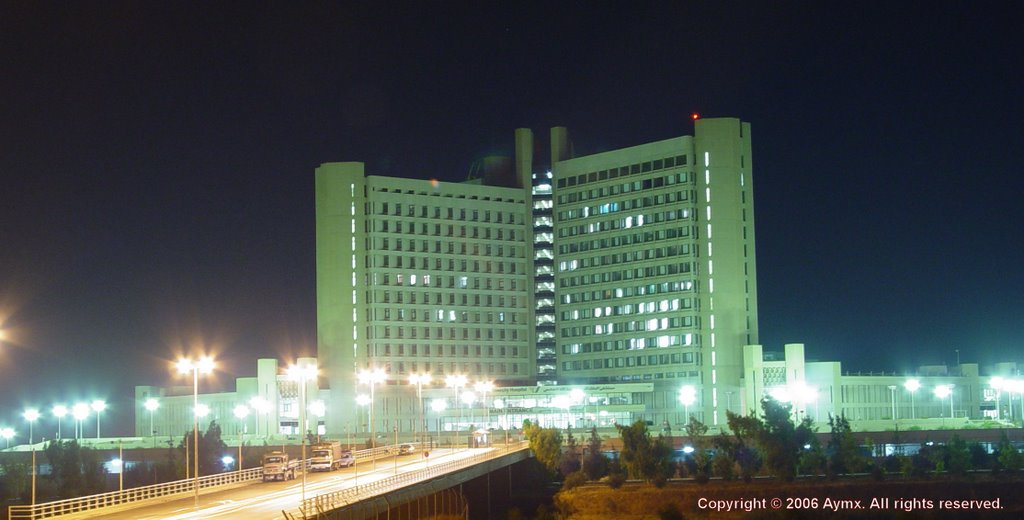
Hôpital King, fondateur de l'éducation à l'Université des sciences et technologies de Ramtha.

La Jordanie possède des systèmes de ressources humaines capables de fournir à la communauté des expériences d'apprentissage tout au long de la vie étroitement liées à ses besoins actuels et futurs en réponse à un développement économique durable et stimulées par la préparation d'individus instruits et d'une main-d'œuvre qualifiée.
La Jordanie connaît en général un saut qualitatif dans le domaine de l'enseignement supérieur depuis le début des années 1990, et la capitale, Amman, en particulier, en plus des grandes villes jordaniennes comme Irbid et Zarqa, contient la plupart des édifices scientifiques les plus importants du Royaume dans la plupart des spécialités. Le secteur de l'enseignement universitaire privé a connu un essor remarquable.

### Universités d'Amman
- Université de Jordanie - Gouvernemental
- Université des sciences appliquées - privée
- Université allemande de Jordanie - Gouvernement
- Al - Université Isra - Privé
- Université de technologie Princess Sumaya - privée
- Université de Petra - privée
- Université Al-Zaytoonah de Jordanie - privée
- Université de New York - privée
- Université internationale des sciences islamiques - Gouvernementale
- Université du Moyen-Orient - privée

### Universités du Nord
- Universités Irbid 
  - Université de Yarmouk - gouvernementale
  - Université des sciences et technologies de Jordanie - Gouvernement
  - Université nationale Irbid - privée
  - Université Wall - Privé
- Universités de Mafraq 
  - Université Al Al Bayt - Gouvernementale
- Universités de Jerash 
  - Université de Philadelphie - privée
  - Université privée de Jerash - privée
- Universités d'Ajloun 
  - Université nationale d'Ajloun - privée

### Universités centrales
- Universités de Zarqa 
  - Université hachémite - gouvernementale
  - Université privée de Zarqa - privée
- Universités d'Al-Balqa 
  - Université appliquée Al Balqa - Gouvernement
  - Université Al-Ahliyya d'Amman - privée
- Universités de Madaba 
  - Université de Madaba - privée

### Universités du Sud
- Universités Karak 
  - Université Mutah - État
- Universités Ma'an 
  - Université Al-Hussein Bin Talal - Gouvernementale
- Universités de Tafila 
  - Université technique de Tafila - État
- Universités d'Aqaba 
  - Université de Jordanie (Aqaba) - Gouvernementale

### Autres Universités
- Académie de musique de Jordanie
- Université arabe d'Amman pour les études supérieures privées
- Jordan University College for Hôtel Education
- l'Université arabe ouverte
- Académie royale des arts culinaires

## Niveau d'éducation
Répartition relative des Jordaniens sur 15 ans selon le niveau d'éducation 2009
| Niveau d'éducation                  | Masculin | Femme | Total |
| ----------------------------------- | -------- | ----- | ----- |
| Maternelle                          | 3.7      | 10,8  | 7.2   |
| Moins que secondaire                | 58,1     | 48,5  | 53,4  |
| Secondaire                          | 17,3     | 18,9  | 18.1  |
| diplôme moyen                       | 6,6      | 10.2  | 8.4   |
| Baccalauréat et supérieur           | 14,3     | 11,6  | 13,0  |
| Total (%)                           | 100,0    | 100,0 | 100,0 |
| Source : Département de statistique |          |       |       |

Proportion de personnes capables d'écrire et de lire selon les données de l'UNESCO en 2012
- De 15 à 24 ans
  - Ratio global : 99,1 % (en 2012)
  - Hommes : 99 %
  - Femmes : 99,2 %
- 15 ans et plus
  - Ratio global : 97,9 % (en 2012)
  - Homme : 98,4 %
  - Femmes : 97,4%